# پدر قهرمان من (فیلم ۱۹۹۴)
پدر قهرمان من (به انگلیسی: My Father the Hero) فیلمی محصول سال ۱۹۹۴ و به کارگردانی استیو مینر است. در این فیلم بازیگرانی همچون ژرار دوپاردیو، کاترین هیگل، لورن هاتن، فایت پرینس، استیون توبولوسکی، فرانک رنزولی، اما تامپسون ایفای نقش کرده‌اند.